# 佐藤友祈
佐藤 友祈（さとう ともき、1989年9月8日 - ）は、日本の車いす陸上競技選手。株式会社モリサワ所属。マネジメントは株式会社クロスブレイス。
2021年開催の東京パラリンピック 陸上 車いす 金メダリスト。

## 経歴
静岡県藤枝市出身。静清工業高校（現静清高校）卒。卒業後は県内の水産加工会社に勤めたが、半年後に退職。演劇の仕事を夢見て上京したが、21歳の時に脊髄炎になり、左腕が麻痺し、下半身の感覚を失った。
車いす生活になってからは藤枝市に戻り、しばらくは引きこもるようになったが、ロンドンパラリンピックで競技用車いすで走る選手をテレビで見て衝撃を受け、自分もやってみたいと思うようになった。
2013年と2014年に東京マラソンの10キロ車いす男子に出場。2014年には29分19秒で2位の成績を残している。同年には車いす陸上の現役選手で、北京、ロンドンと2大会連続パラリンピックに出場している松永仁志に学ぶために岡山に移り住んだ。
2015年11月、ドーハで行われた世界選手権で400メートル（T52クラス）で1分0秒91で優勝し、リオデジャネイロパラリンピックの代表選手に内定（1500メートルでは3位）。翌2016年には勤務先のグロップサンセリテが設立した松永仁志が監督兼選手を務める車いす陸上部、「WORLD-AC」の所属メンバーとなる。同年6月に行われた新潟市、デンカビッグスワンスタジアムのジャパンパラ競技大会では100メートル、400メートル、1500メートルの3種目で優勝した。
2021年1月、株式会社モリサワと所属契約を締結し、同時にプロ転向を表明。また朝日新聞による新しい地図の香取慎吾との対談内で今後の活動チーム名の命名を依頼。祈る（仏語）=prier、佐藤が好きな歌である「世界に一つだけの（SMAP）」の歌詞にある「オンリーワン」からONEを組み合わせ、"prierONE（プリエワン）"と命名される。
東京パラリンピック 陸上 男子400m・1500m車いすT52において金メダルを獲得した功績をたたえ、2022年2月26日、岡山市北区のJR岡山駅前 市役所筋東側（MMビル前）に記念のゴールドポスト（第77号）が設置された（ゴールドポストプロジェクト）。

### リオパラリンピック
2016年9月に開催されたリオデジャネイロパラリンピックでは、400メートルと1500メートルに出場（いずれもT52クラス）。
12日の400メートルでは予選2組で1位（全体では2位）でゴールし、決勝進出。翌13日の決勝では序盤スタートで遅れるが、後半追い上げ、ロンドンパラリンピック金メダリストのレイモンド・マーティンに次ぐ2位でフィニッシュ（記録は58秒88）、銀メダルを獲得した。
15日の1500メートル決勝もマーティンとの一騎打ちとなった。800メートルの手前でマーティンを追い抜くも、最後のカーブで抜き返され、1秒差の3分41秒70で2位。競技後、一時失格が宣告されるハプニングがあったが、対象が別人であることが判明し、失格取り消し。本大会2個目の銀メダル獲得となった。

## 人物
- 父はレスリングの元国体選手。本人もレスリングや陸上、バスケットボールなどをしていたが、どちらかといえば文科系に興味を示し、中学時代は藤枝市の合唱団でパートリーダーを務めた。高校では囲碁で県中部の大会で8位になったことがある[3]。
- 時期は不明ながら、岡山県内にある障碍者専門職業訓練施設での職業訓練を修了している。
- 2015年9月から人材派遣会社のグロップサンセリテの正社員としてフルタイムで勤務している[20]。
- 2021年2月よりフォントメーカーである株式会社モリサワと所属契約の締結を発表、同時にプロ転向を表明。国枝慎吾、上地結衣（共に車いすテニス）、木村敬一（パラ水泳）、山本篤（パラ陸上）に続く現役プロパラアスリートとなる[21]。

## 表彰
- 日本パラスポーツ賞 新人賞（2016年[22]）
- 毎日スポーツ人賞 新人賞（2016年[23]）
- 岡山県県民栄誉賞（2016年、2021年）[24]
- 藤枝市民栄誉章（2021年）
- 紫綬褒章（2021年）[25]